# Río Paso Hondo
El río Paso Hondo es un corto río costero del sur de Guatemala con una longitud de 55,2 km. Nace en las faldas sur del volcán Tecuamburro en el departamento de Santa Rosa y discurre en dirección del sur, atravesando la planicie costera para desembocar en el océano Pacífico. La cuenca del Paso Hondo tiene una población de aproximadamente 51.550 habitantes.